# ISO 9660
L'estàndard ISO 9660 és una norma publicada inicialment el 1986 per l'ISO, i especifica el format per a l'emmagatzematge de fitxers en els suports de tipus disc compacte. L'estàndard ISO 9660 defineix un sistema de fitxers per CD-ROM. El seu propòsit és que aquests mitjans siguin llegibles per diferents sistemes operatius, de diferents proveïdors i en diferents plataformes, per exemple, MS-DOS, Microsoft Windows, Mac OS i UNIX.
La norma ISO 9660 és descendent directe d'un esforç d'estandardització anterior anomenat HSG (acrònim de High Serra Group), el qual va ser proposat per un conjunt d'actors de la indústria que es van reunir el 1985 a l'hotel High Serra, de Llac Tahoe, Nevada. Encara que l'ISO va acceptar una gran majoria de les propostes del HSG, hi ha algunes diferències menors.

## Conceptes bàsics

### Sectors físics
Els discs compactes per definició estan dividits en sectors, i es defineix que hi ha 75 sectors per cada segon d'àudio. Atès que el format d'àudio en un disc compacte es defineix amb una codificació PCM de 16 bits a 44 kHz en estèreo, cada segon d'àudio té 176.400 bytes. La mida del sector físic és, per tant, de 2.352 bytes (176400 bytes/75 sectors).

### Sectors lògics
L'HSG i el seu descendent consideren que el disc òptic es divideix en sectors lògics de 2 KB (2.048 bytes) cadascun. Cada sector té un identificador únic, anomenat LSN (sigles de Logical Sector number). El primer LSN referenciable és el 0, que posseeix una adreça física de 00:02:00 (2 segons). Això significa que els primers 150 sectors físics del CD-ROM són inaccessibles usant l'adreçament lògic.

### Blocs lògics
Per augmentar la granularitat de l'adreçament amb LSN, es defineix el concepte de bloc lògic, el qual és un altre mecanisme d'adreçament, que fa referència a blocs de talla menor o igual que la dels blocs lògics (512, 1024 o 2048 bytes).

### Fitxers i Directoris
Els fitxers i directoris estan encara organitzats en notació DOS 8.3. Els noms de fitxers i carpetes estan gravats en SBCS o MBCS (codis de byte únic i múltiple). La jerarquia màxima de 'profunditat' d'una carpeta no pot excedir de 8 nivells.

### Taula de trajectòries
Hi ha dues maneres de localitzar un fitxer en un sistema ISO 9660. Una és interpretar els noms de directori i buscar a través de l'estructura de cada directori per trobar el fitxer (aquesta és la manera que usen MS-DOS i UNIX per trobar fitxers). L'altra és a través de l'ús d'una precompilada Taula de Trajectòries, en la qual totes les entrades estan numerades corresponent als continguts de cada fitxer.
Alguns sistemes no tenen mecanismes per buscar a través dels directoris i obtenen els resultats de la recerca per mitjà d'aquesta taula. Tot i que una taula lineal llarga pot semblar una mica anticuada, pot ser de gran utilitat, ja que redueix notablement el temps de cerca.

### Taula d'atributs estesos
Els atributs de fitxer són emmagatzemats a les entrades de directori, concretament a la taula d'atributs estesos.

## DVD
Els DVDs poden utilitzar també la norma ISO 9660.